# Emanuele Lisi
Emanuele Lisi (Alatri, 18 aprile 1915 – 17 maggio 1996) è stato un politico italiano.

## Biografia
Dopo avere conseguito una laurea in Giurisprudenza e una seconda in Scienze Politiche, già avvocato patrocinante in Cassazione, diventa dapprima Consigliere Comunale della sua città e nel 1947 Sindaco della stessa come esponente della Democrazia Cristiana.
In seguito ricopre il ruolo di Consigliere Provinciale e Presidente della Provincia di Frosinone.
Nel 1968 viene eletto al Senato della Repubblica nella V legislatura, riconfermato nel 1972 al Parlamento nella VI.
Consigliere della Corte dei Conti, viene poi nominato Presidente di Sezione della stessa dal Presidente della Repubblica.